# 哈豪森 (下萨克森州)
哈豪森是德国下萨克森州的一个市镇。总面积9.69平方公里，总人口841人，其中男性425人，女性416人（2011年12月31日），人口密度87人/平方公里。